# Lago dei Monaci
Il lago dei Monaci è il più piccolo dei laghi costieri del Parco nazionale del Circeo, classificata come zona umida di importanza internazionale (convenzione di Ramsar).

## Geografia
È sito interamente nel comune di Sabaudia, presso Borgo Grappa, frazione del comune di Latina. Si trova immediatamente a sud del lago di Fogliano. Da questo lago è suddiviso mediante l'estuario del rio Martino. Si tratta di un lago salato avente superficie 0,9 Km², larghezza massima di 1 km, una lunghezza massima di 1,5 km, un perimetro di 3,8 km e non ha una gran profondità.

## Flora e fauna
Lungo le coste è facile avvistare mandrie di bufali al pascolo. Le acque del lago sono punto di scalo e ristoro di migrazioni di avifauna. Invece, per quanto riguarda la flora si tratta di vegetazione di tipo dunale con prevalenza di cespugli di ginepro e lentisco che vanno digradando verso la costa. Verso l'interno, viceversa, si trovano leccete.